# Wohnungsgenossenschaft Schwarzenberg
Die Wohnungsgenossenschaft Schwarzenberg eG ist eine Wohnungsgenossenschaft, welche in Schwarzenberg/Erzgeb., Johanngeorgenstadt und Lauter-Bernsbach Wohnungen bewirtschaftet.
Die Genossenschaftswohnungen befinden sich in den Stadtteilen Heide, Sonnenleithe und Hofgarten in Schwarzenberg, Am Pulverturm und in der Hans-Heinz-Straße 1 in Johanngeorgenstadt sowie in der Karl-Liebknecht-Straße und Friedensstraße in Bernsbach. Die Genossenschaft zählt ca. 1750 Mitglieder.

## Genossenschaft
Zweck der Genossenschaft ist die Förderung ihrer Mitglieder vorrangig durch eine gute, sichere und sozialverantwortbare Wohnungsversorgung.

## Geschichte
Um die Wohnungsnot im Erzgebirge nach dem Zweiten Weltkrieg zu lindern, wurde am 9. Mai 1954 die Arbeiter-Wohnungsgenossenschaft „Ernst Schneller“ Johanngeorgenstadt, mit Sitz in Schwarzenberg gegründet. Noch im Jahre 1954 erfolgten in Schwarzenberg und Johanngeorgenstadt die ersten Spatenstiche.
In Schwarzenberg wurden 1956 drei Häuser mit jeweils vier Wohnungen und in Johanngeorgenstadt ein Haus mit vier Wohnungen übergeben.
Der Wohnungsbau „Am Hofgarten“ begann 1956. Ab September 1957 erfolgten die ersten Bezüge der neuen Wohnungen. Die Geschäfte mussten zunächst in den Wohnungen der Vorstandsmitglieder abgewickelt werden. Im Januar 1995 erfolgte der Umzug in die Geschäftsräume Straße der Einheit 55 in Schwarzenberg.
Zum Wohnungsbestand in Schwarzenberg kamen in den 1970er-Jahren 620 Wohnungen im Stadtteil Heide. In den 1980er Jahren baute die Genossenschaft ca. 1300 Wohnungen im Stadtteil Sonnenleithe und nochmals ca. 350 Wohnungen in Johanngeorgenstadt. Nach der politischen Wende wurden 1990 noch einmal 120 Wohnungen im Stadtteil Sonnenleithe übernommen sowie zum 1. Januar 2016 durch Fusion mit der WG Bernsbach 48 Wohnungen mit Gärten und Stellplätzen.
Anfang der 1990er-Jahre kämpfte der Vorstand um eine akzeptable Lösung der Altschuldenproblematik, er setzte auch auf eine Durchführung von Modernisierungs- und Instandsetzungsarbeiten im genossenschaftlichen Bestand. Wert wurde zudem auf die Verbesserung des Wohnumfeldes gelegt. Als weiteren Schwerpunkt sah man die Aufwertung des genossenschaftlichen Lebens an. Hierzu gehören die alljährlich durchgeführten Aktionstage, an denen verschiedene Musterwohnungen präsentiert werden, ferner Straßenfeste, bei denen der Genossenschaftsgedanke gepflegt wird.
In den letzten Jahren entstanden außerdem 12 Ferienwohnungen in Schwarzenberg und Johanngeorgenstadt sowie ein Genossenschaftszentrum und zwei Genossenschaftstreffs in den Wohngebieten „Sonnenleithe“ in Schwarzenberg.
Mit dem Abriss eines ersten unrentablen Gebäudes im Stadtteil Heide ab dem Jahre 2002 wurde die Problematik hoher Wohnungsleerstände entschärft. Weitere Objekte wurden in den Folgejahren zurückgebaut.
In den Jahren 2008, 2011 und 2020 wurden erste Mehrgenerationenhäuser „Am Fichtbusch 53–61“ und „Wiesengrund 2–8“ in Schwarzenberg Sonnenleithe sowie Käthe-Kollwitz-Straße 5 in Schwarzenberg Hofgarten fertiggestellt. Hierbei wird den demographischen Entwicklungen Rechnung getragen und der altersgerechte Umbau von Wohnungen vorangetrieben. Jedoch sollen auch weiterhin Wohnungen für junge Leute und Familien angeboten werden. Durch Wohnungsumbauten, attraktive kindergerechte Außenanlagen sowie Miet- und Umzugserleichterungen sollen sich auch Familien weiterhin gut aufgehoben fühlen.